# Resultados do Carnaval de Manaus em 2018
Nesta página são apresentados todos os resultados do Carnaval de Manaus em 2018. 
Este ano houve o retorno do acesso e descenso em todos os grupos da folia manauara. Com um enredo homenageando os professores, a Reino Unido da Liberdade se sagrou tricampeã do Carnaval de Manaus, conquistando seu 12º título no Grupo Especial. Destaque também para a Vila da Barra que obteve um inédito vice-campeonato, já em seu segundo ano na elite carnavalesca, ao abordar o grito e suas diversas manifestações histórico-culturais. Após problemas em seu desfile, a Sem Compromisso terminou a apuração em 8º lugar, sendo rebaixada pela primeira vez em sua história. 
Nos Grupos de Acesso ocorreram os bicampeonatos da Primos da Ilha (Grupo de Acesso A), que homenageou a co-irmã Vitória Régia; da Mocidade Independente do Coroado (Grupo de Acesso B), que contou a história do município amazonense de Rio Preto da Eva;  e da Tradição Leste (Grupo de Acesso C), que homenageou o ex-jogador de futebol Cláudio Coelho; confirmando assim seus respectivos favoritismos e podendo, enfim, ascender no Carnaval. Por não terem desfilado por dois anos seguidos (2017 e 2018), Império da Kamélia (Grupo de Acesso A) e Meninos Levados (Grupo de Acesso B) foram automaticamente rebaixadas.

## Grupo Especial
Notas
| AGREMIAÇÃO                                         | HARMONIA | HARMONIA | HARMONIA | SAMBA ENREDO | SAMBA ENREDO | SAMBA ENREDO | FANTASIA | FANTASIA | FANTASIA | ALEGORIAS & ADEREÇOS | ALEGORIAS & ADEREÇOS | ALEGORIAS & ADEREÇOS | MESTRE-SALA & PORTA-BANDEIRA | MESTRE-SALA & PORTA-BANDEIRA | MESTRE-SALA & PORTA-BANDEIRA | EVOLUÇÃO | EVOLUÇÃO | EVOLUÇÃO | COMISSÃO DE FRENTE | COMISSÃO DE FRENTE | COMISSÃO DE FRENTE | BATERIA | BATERIA | BATERIA | ENREDO | ENREDO | ENREDO | PEN. | TOTAL |
| Sem Compromisso                                    | 8,7      | 9,6      | 9,2      | 9,9          | 9,8          | 10           | 9,5      | 9,6      | 8,1      | 8,8                  | 9,5                  | 9,2                  | 9,7                          | 9,5                          | 9,5                          | 8,8      | 9,4      | 8,2      | 9,8                | 9,8                | 9,8                | 9,8     | 10      | 9,9     | 8,9    | 9,3    | 9,1    | -2,4 | 169,4 |
| Ciganos                                            | 8,9      | 9,4      | 9,7      | 9,8          | 9,8          | 9,8          | 9,3      | 9,3      | 9,1      | 9,2                  | 9,6                  | 9,7                  | 9,8                          | 9,5                          | 9,7                          | 9,3      | 9,5      | 9,8      | 9,9                | 10                 | 9,8                | 9,8     | 9,8     | 9,6     | 9,8    | 9,6    | 10     |      | 174,7 |
| Aparecida                                          | 9,8      | 9,5      | 9,6      | 9,9          | 9,8          | 10           | 9,2      | 9,1      | 9,1      | 9,4                  | 9,2                  | 9,8                  | 9,8                          | 9,8                          | 9,9                          | 9,1      | 9,3      | 9,7      | 9,6                | 9,8                | 9,8                | 9,8     | 10      | 10      | 9,9    | 9,9    | 9,7    |      | 174,9 |
| G. Família                                         | 9,5      | 9,5      | 9,4      | 9,8          | 10           | 10           | 9,6      | 9,6      | 8,8      | 9,2                  | 9,2                  | 8,9                  | 9,6                          | 9,8                          | 9,8                          | 8,9      | 9,8      | 9,7      | 9,9                | 9,5                | 10                 | 9,7     | 9,8     | 9,9     | 9,8    | 10     | 10     | -0,3 | 175   |
| Reino Unido                                        | 9,6      | 9,6      | 9,6      | 10           | 10           | 10           | 9,7      | 9,8      | 8,7      | 9,5                  | 9,9                  | 10                   | 9,9                          | 10                           | 9,5                          | 9,1      | 10       | 9,9      | 10                 | 9,7                | 10                 | 9,9     | 9,9     | 10      | 10     | 10     | 9,7    |      | 178,3 |
| Vitória Régia                                      | 9,4      | 9,7      | 9,5      | 9,7          | 10           | 9,8          | 9,8      | 9,5      | 9,3      | 9,3                  | 9,9                  | 9,6                  | 9,8                          | 9,9                          | 9,8                          | 9        | 9,5      | 9,9      | 10                 | 9,8                | 9,8                | 9,8     | 9,8     | 10      | 10     | 10     | 9,8    | -0,6 | 175,9 |
| Alvorada                                           | 9,8      | 9,5      | 9,6      | 10           | 9,7          | 9,8          | 9,7      | 9,6      | 9,3      | 9,5                  | 9,3                  | 10                   | 9,9                          | 9,9                          | 9,4                          | 9        | 9,7      | 9,8      | 9,9                | 9,7                | 9,8                | 9,7     | 9,8     | 10      | 10     | 10     | 10     | -0,3 | 176,5 |
| Vila da Barra                                      | 9,8      | 9,7      | 9,5      | 10           | 9,6          | 10           | 9,5      | 10       | 9,7      | 9,4                  | 9,7                  | 10                   | 9,5                          | 9,6                          | 9,8                          | 9,7      | 10       | 9,8      | 9,9                | 9,7                | 9,7                | 9,8     | 10      | 10      | 10     | 10     | 10     | -0,6 | 177,1 |
| OBS.: A menor nota de cada quesito foi descartada. |          |          |          |              |              |              |          |          |          |                      |                      |                      |                              |                              |                              |          |          |          |                    |                    |                    |         |         |         |        |        |        |      |       |

Classificação Final
| Pos | Escola de Samba                    | Pts   | Enredo | Situação Final                                 |
| --- | ---------------------------------- | ----- | --- | ---------------------------------------------- |
| 1   | Reino Unido da Liberdade           | 178,3 | Ao Mestre Com Carinho. Na Escola da Vida, eu sou o Professor!                                                         | Tricampeã do Carnaval 2018                     |
| 2   | Vila da Barra                      | 177,1 | O Grito |                                                |
| 3   | Unidos do Alvorada                 | 176,5 | Purus, de Filhos Guerreiros, Magias e Lendas                                                                          |                                                |
| 4   | Vitória Régia                      | 175,9 | Advocacia dos Primórdios à OAB: Nosso Direito de Sambar em Verde e Rosa                                               |                                                |
| 5   | A Grande Família                   | 175   | Colômbia - A Esmeralda das Américas                                                                                   |                                                |
| 6   | Mocidade Independente de Aparecida | 174,9 | Os Maués: Origem da Vida, Destino Humano, Trinta Anos Depois...                                                       |                                                |
| 7   | Andanças de Ciganos                | 174,7 | Em Minhas Andanças Encontrei a Cachaça que Sempre Sonhei                                                              |                                                |
| 8   | Sem Compromisso                    | 169,4 | Dona Zuzu, Pérola dos Orixás, Convida: Oi Ai-á Vem Ver, Oi Ai-á Vem Cá! Vem Ver Festança Bonita no Largo do Boulevard | Zona de Rebaixamento ao Grupo de Acesso A 2019 |

## Grupo de Acesso A
Notas
| AGREMIAÇÃO                                         | SAMBA ENREDO | SAMBA ENREDO | SAMBA ENREDO | BATERIA | BATERIA | BATERIA | COMISSÃO DE FRENTE | COMISSÃO DE FRENTE | COMISSÃO DE FRENTE | EVOLUÇÃO | EVOLUÇÃO | EVOLUÇÃO | MESTRE-SALA & PORTA-BANDEIRA | MESTRE-SALA & PORTA-BANDEIRA | MESTRE-SALA & PORTA-BANDEIRA | ALEGORIAS & ADEREÇOS | ALEGORIAS & ADEREÇOS | ALEGORIAS & ADEREÇOS | ENREDO | ENREDO | ENREDO | FANTASIA | FANTASIA | FANTASIA | HARMONIA | HARMONIA | HARMONIA | PEN. | TOTAL |
| P. da Ilha                                         | 10           | 10           | 10           | 10      | 10      | 9,9     | 9,9                | 9,9                | 10                 | 9,9      | 10       | 9,7      | 10                           | 9,8                          | 10                           | 9,7                  | 9,6                  | 10                   | 9,9    | 9,8    | 9,7    | 9,8      | 9,8      | 9,6      | 9,7      | 9,8      | 9,4      |      | 178,3 |
| Beija-Flor                                         | 10           | 10           | 10           | 9,8     | 9,8     | 9,8     | 9,9                | 9,8                | 9,7                | 9,9      | 9,7      | 9,5      | 9,7                          | 9,7                          | 9,7                          | 9,8                  | 9,7                  | 9,8                  | 9,8    | 9,8    | 10     | 9,7      | 9,6      | 9,4      | 9,6      | 9,6      | 9,4      |      | 176,2 |
| Cidade Nova                                        | 10           | 10           | 10           | 9,8     | 9,7     | 9,9     | 9,9                | 9,5                | 9,9                | 10       | 9,8      | 9,5      | 10                           | 9,7                          | 9,8                          | 9,7                  | 9,8                  | 9,5                  | 9,8    | 9,8    | 9,7    | 9,6      | 9,4      | 9,5      | 9,6      | 9,6      | 9,4      |      | 176,5 |
| Cidade Alta                                        | 10           | 10           | 10           | 10      | 10      | 10      | 10                 | 9,8                | 10                 | 9,8      | 9,7      | 9,5      | 9,9                          | 9,9                          | 9,8                          | 9,5                  | 9,7                  | 9,6                  | 9,9    | 9,8    | 10     | 9,9      | 9,7      | 9,7      | 9,5      | 9,6      | 9,4      |      | 177,2 |
| Dragões                                            | 10           | 10           | 10           | 9,7     | 10      | 9,9     | 9,8                | 9,9                | 9,9                | 9,8      | 10       | 9,7      | 9,9                          | 9,9                          | 9,8                          | 9,9                  | 9,9                  | 9,9                  | 9,9    | 9,7    | 9,5    | 9,9      | 9,9      | 9,7      | 9,5      | 9,7      | 9,4      |      | 177,7 |
| Balaku Blaku                                       | 10           | 10           | 10           | 9,8     | 9,8     | 9,9     | 9,7                | 9,7                | 9,8                | 9,6      | 9,6      | 9,4      | 9,8                          | 10                           | 9,8                          | 9,3                  | 9,3                  | 9,5                  | 9,4    | 9,5    | 9      | 9,8      | 9,1      | 9,5      | 9,5      | 9,4      | 9,4      | -2   | 172,1 |
| OBS.: A menor nota de cada quesito foi descartada. |              |              |              |         |         |         |                    |                    |                    |          |          |          |                              |                              |                              |                      |                      |                      |        |        |        |          |          |          |          |          |          |      |       |

Classificação Final
| Pos | Escola de Samba           | Pts   | Enredo | Situação Final                                 |
| --- | ------------------------- | ----- | --- | ---------------------------------------------- |
| 1   | Primos da Ilha            | 178,3 | Vitória Régia: A Ilha saúda o teu Pavilhão, Berço do Samba, Raiz e Tradição                               | Promoção ao Grupo Especial 2019                |
| 2   | Dragões do Império        | 177,7 | Salve Jorge! Renato, o Guerreiro Iluminado!                                                               |                                                |
| 3   | Acadêmicos da Cidade Alta | 177,2 | Cidade Alta Faz a Festa no Quilombo! Salve, São Benedito: Símbolo da Resistência Negra no Berço do Samba! |                                                |
| 4   | Unidos da Cidade Nova     | 176,5 | Babá, Tatá, Adalberto Nunes: um Toque de Esperança no Recanto de Xangô                                    |                                                |
| 5   | Beija-Flor do Norte       | 176,2 | Meu Beija-Flor e a Juventude: um Novo Alvorecer                                                           |                                                |
| 6   | Balaku Blaku              | 172,1 | Sob a Luz do Criador, a Suprema Arte das Loucuras da Medicina                                             |                                                |
| -   | Império da Kamélia        | N/D   | - | Zona de Rebaixamento ao Grupo de Acesso B 2019 |

↑Nota:  A GRES Império da Kamélia foi automaticamente rebaixada para o Grupo de Acesso B em 2019 por não ter desfilado por dois anos seguidos (2017 e 2018), nos termos do regulamento da UESAM.

## Grupo de Acesso B
Notas
| AGREMIAÇÃO                                         | SAMBA ENREDO | SAMBA ENREDO | SAMBA ENREDO | BATERIA | BATERIA | BATERIA | COMISSÃO DE FRENTE | COMISSÃO DE FRENTE | COMISSÃO DE FRENTE | EVOLUÇÃO | EVOLUÇÃO | EVOLUÇÃO | MESTRE-SALA & PORTA-BANDEIRA | MESTRE-SALA & PORTA-BANDEIRA | MESTRE-SALA & PORTA-BANDEIRA | ALEGORIAS & ADEREÇOS | ALEGORIAS & ADEREÇOS | ALEGORIAS & ADEREÇOS | ENREDO | ENREDO | ENREDO | FANTASIA | FANTASIA | FANTASIA | HARMONIA | HARMONIA | HARMONIA | PEN. | TOTAL |
| Raiz                                               |              |              |              |         |         |         |                    |                    |                    |          |          |          |                              |                              |                              |                      |                      |                      |        |        |        |          |          |          |          |          |          | -6,5 | -6,5  |
| P. Vargas                                          | 10           | 10           | 10           | 10      | 9,7     | 9,9     | 9,6                | 9,5                | 10                 | 9,8      | 9,8      | 9,6      | 9,8                          | 9,8                          | 10                           | 9,5                  | 9,7                  | 9,4                  | 9,6    | 9,5    | 9,3    | 9,3      | 9,5      | 9,6      | 9,6      | 9,4      | 9,4      | -3   | 172,3 |
| I. do Havaí                                        |              |              |              |         |         |         |                    |                    |                    |          |          |          |                              |                              |                              |                      |                      |                      |        |        |        |          |          |          |          |          |          |      | 0     |
| Coroado                                            | 10           | 9,8          | 9,9          | 10      | 10      | 9,9     | 9,9                | 10                 | 10                 | 9,7      | 9,9      | 9,3      | 10                           | 10                           | 10                           | 9,6                  | 9,7                  | 9,5                  | 9,8    | 9,7    | 10     | 9,7      | 9,7      | 9,6      | 9,6      | 10       | 9,4      |      | 177,6 |
| OBS.: A menor nota de cada quesito foi descartada. |              |              |              |         |         |         |                    |                    |                    |          |          |          |                              |                              |                              |                      |                      |                      |        |        |        |          |          |          |          |          |          |      |       |

↑Nota: A GRES Mocidade Independente da Raiz e a GRES Império do Havaí não entregaram a ficha técnica de seus desfiles aos jurados. Com isso, as notas dadas a estas agremiações não puderam ser lidas, nos termos do regulamento da UESAM.
Classificação Final
| Pos | Escola de Samba                        | Pts   | Enredo                                                                          | Situação Final                                 |
| --- | -------------------------------------- | ----- | ------------------------------------------------------------------------------- | ---------------------------------------------- |
| 1   | Mocidade Independente do Coroado       | 177,6 | Rio Preto da Eva: Uma Nova Era...Uma Nova História                              | Promoção ao Grupo de Acesso A 2019             |
| 2   | Presidente Vargas                      | 172,3 | Nas Asas da minha Águia, vivi e vim mostrar que Cultura de Bar também é Popular |                                                |
| 3   | Império do Havaí                       | 0     | Alfaia: 40 anos de Samba e de Folclore                                          |                                                |
| 4   | Mocidade Independente da Raiz          | -6,5  | A História de Heroldo Linhares, um Guerreiro                                    |                                                |
| -   | Unidos do Coophasa                     | N/D   | Guerreira Joana D'Arc                                                           |                                                |
| -   | Meninos Levados da Praça 14 de Janeiro | N/D   | Na Rua da Copa é só Emoção: Santa Isabel, 36 anos de Tradição                   | Zona de Rebaixamento ao Grupo de Acesso C 2019 |

↑Nota: A GRES Meninos Levados foi automaticamente rebaixada para o Grupo de Acesso C em 2019 por não ter desfilado por dois anos seguidos (2017 e 2018), nos termos do regulamento da UESAM. A GRES Unidos do Coophasa também não desfilou este ano, mas está mantida no Grupo de Acesso B em 2019.

## Grupo de Acesso C[5]
Notas
| AGREMIAÇÃO                                         | SAMBA ENREDO | SAMBA ENREDO | SAMBA ENREDO | BATERIA | BATERIA | BATERIA | COMISSÃO DE FRENTE | COMISSÃO DE FRENTE | COMISSÃO DE FRENTE | EVOLUÇÃO | EVOLUÇÃO | EVOLUÇÃO | MESTRE-SALA & PORTA-BANDEIRA | MESTRE-SALA & PORTA-BANDEIRA | MESTRE-SALA & PORTA-BANDEIRA | ALEGORIAS & ADEREÇOS | ALEGORIAS & ADEREÇOS | ALEGORIAS & ADEREÇOS | ENREDO | ENREDO | ENREDO | FANTASIA | FANTASIA | FANTASIA | HARMONIA | HARMONIA | HARMONIA | PEN. | TOTAL |
| Ipixuna                                            | 9,7          | 10           | 9,8          | 9,7     | 9,6     | 8,6     | 9,6                | 9,6                | 9,7                | 9,7      | 9,8      | 8,5      | 9,4                          | 9,5                          | 10                           | 9,2                  | 9,9                  | 9,2                  | 9,4    | 9,5    | 8,5    | 9,8      | 9,2      | 9,3      | 9,6      | 9,5      | 9,2      | -1   | 172,6 |
| I. do Mauá                                         |              |              |              |         |         |         |                    |                    |                    |          |          |          |                              |                              |                              |                      |                      |                      |        |        |        |          |          |          |          |          |          | -5   | -5    |
| Leões                                              | 9,8          | 9,8          | 10           | 9,8     | 9,7     | 9,6     | 9,4                | 9,7                | 10                 | 9,5      | 9,8      | 9        | 9,6                          | 9,5                          | 10                           | 9,5                  | 9,1                  | 9,1                  | 9,7    | 9,7    | 9,7    | 9,4      | 9,4      | 9,5      | 9,5      | 9,6      | 9,4      |      | 173,9 |
| Gaviões                                            | 9,3          | 9,7          | 9,9          | 9,7     | 9,6     | 9,6     | 9,7                | 9,6                | 9,8                | 9,5      | 9,8      | 9,1      | 9,5                          | 9,6                          | 10                           | 9,7                  | 9,8                  | 9,5                  | 9,7    | 9,7    | 9,8    | 9,5      | 9,5      | 9,6      | 9,5      | 9,5      | 9,4      |      | 174,4 |
| L. de Bambas                                       | 10           | 10           | 9,8          | 9,8     | 9,8     | 9,6     | 10                 | 9,9                | 10                 | 9,5      | 9,7      | 9,3      | 9,4                          | 9,7                          | 10                           | 9,4                  | 9,3                  | 9,1                  | 9,6    | 9,8    | 9,2    | 9,5      | 9,6      | 9,4      | 9,6      | 9,4      | 9,4      |      | 174,7 |
| Tradição                                           | 10           | 9,9          | 9,8          | 9,8     | 9,9     | 9,6     | 9,9                | 9,8                | 10                 | 9,7      | 9,8      | 9,5      | 9,7                          | 9,7                          | 10                           | 9,1                  | 9,2                  | 8,9                  | 9,9    | 10     | 10     | 9,3      | 9,6      | 9,5      | 9,6      | 9,7      | 9,4      | -0,5 | 174,9 |
| OBS.: A menor nota de cada quesito foi descartada. |              |              |              |         |         |         |                    |                    |                    |          |          |          |                              |                              |                              |                      |                      |                      |        |        |        |          |          |          |          |          |          |      |       |

↑Nota:  A GRES Império do Mauá não entregou a ficha técnica de seu desfile aos jurados. Com isso, as notas dadas a esta agremiação não puderam ser lidas, nos termos do regulamento da UESAM.
Classificação Final
| Pos | Escola de Samba    | Pts   | Enredo | Situação Final                     |
| --- | ------------------ | ----- | --- | ---------------------------------- |
| 1   | Tradição Leste     | 174,9 | Cláudio Coelho: Em Seu Centenário de Glória, A Tradição Conta a Sua História...                                   | Promoção ao Grupo de Acesso B 2019 |
| 2   | Legião de Bambas   | 174,7 | Allan Bandeira: de um Caboclo Sonhador a um Grande Empreendedor, uma História de Sucesso que o Amazonas consagrou |                                    |
| 3   | Gaviões do Parque  | 174,4 | Presidente Figueiredo                                                                                             |                                    |
| 4   | Leões do Barão Açú | 173,9 | Cerdeiras: os Exímios Embaixadores das Noites Amazonenses                                                         |                                    |
| 5   | Ipixuna            | 172,6 | Daniel Sales: a Enciclopédia                                                                                      |                                    |
| 6   | Império do Mauá    | -5    | Reconstruí, Acreditei, o Lixo Reciclei                                                                            |                                    |